# Катерина Ивановна Верховцева
Катери́на Ива́новна Верхо́вцева — персонаж романа Фёдора Михайловича Достоевского «Братья Карамазовы».

## Образ
Молодая дворянка, младшая дочь подполковника Верховцева, красавица и гордячка Катерина Ивановна по материнской линии происходит из знатной генеральской семьи. Воспитывалась в Санкт-Петербурге, в институте благородных девиц. Её отец командовал батальоном, в котором служил Дмитрий Карамазов. Однажды подполковник попал в весьма затруднительное положение: его ждал суд за растрату казённых денег. Дмитрий пообещал выручить подполковника нужной суммой, если к нему за деньгами придёт Катерина Ивановна. И она пришла, готовая пожертвовать собой ради отца и всей семьи. Неожиданно Дмитрий проявил благородство, отдав барышне деньги и не посягнув на её невинность.
Вскоре отец Катерины Ивановны умер, а она разбогатела, найдя покровительницу в лице московской родственницы, и сама предложила себя в невесты Дмитрию. Предложение он принял, хотя и не считал себя достойным Кати. Дмитрий говорит о ней: «Она свою добродетель любит, а не меня». Тем не менее Катерина Ивановна намерена сохранить верность жениху даже после того, как он бросает её, влюбившись в Грушеньку. Катя же мучает влюблённого в неё брата Дмитрия, Ивана Карамазова, хотя тоже испытывает к нему чувства.
По мнению литературоведа А. Б. Криницына, любовный треугольник Иван — Катерина Ивановна — Дмитрий является типичным для романов Достоевского, в которых постоянно обыгрывается ситуация мезальянса: героиня выбирает между «блестящим» женихом (здесь в этой роли выступает перспективный Иван) и «невозможным» (для Катерины Ивановны это Дмитрий с его дурной репутацией). Треугольник Катерина Ивановна — Дмитрий — Грушенька вполне соответствует другой типичной для Достоевского схеме, где подобные позиции занимают женщины-соперницы: одна — красавица с положением в обществе и незапятнанной репутацией, женитьба же на другой позорна (например, это «падшая женщина», как в данном случае).
Е. Н. Коробкина отмечает, что с образом Катерины Ивановны связано появление такого понятия, как «инфернальная душа». Дмитрий Карамазов говорит о бывшей невесте: «Это тоже инфернальная душа и великого гнева женщина». По мнению Г. В. Манукян, инфернальность (демоничность) является главной характеристикой образа этой героини. При этом Катерина Ивановна вовсе не лишена положительных качеств: помимо редкой внешней красоты, она отличается умом, добродетелью, аристократическим благородством.
К этой героине имеет непосредственное отношение ещё одно введённое в употребление Достоевским понятие — «надрыв». Это слово писатель использовал в своих произведениях в совершенно новом значении, на трудность понимания которого указывает И. В. Ружицкий. Чаще всего слово «надрыв» употребляется именно в «Братьях Карамазовых», главным образом в связи с отношением Катерины Ивановны к Дмитрию. В статье И. В. Ружицкого приводится толкование этого слова в данном контексте: «надрыв» Кати — это преувеличенные чувства, напоминающие ложь, зародившиеся из мести.
По мнению А. О. Храповой, Катерина Ивановна относится к тем героиням Достоевского, которые выражают «идеал содомский» (о нём говорит в романе Дмитрий в своём монологе о двойственной природе красоты), так как для неё характерны «понимание любви как права на деспотизм и мучительство по отношению к другой личности», любовь к себе под маской любви к другому.
Н. А. Макаричева сравнивает Катерину Ивановну с Татьяной Лариной, отмечая сходство ситуаций (и та, и другая героиня пишет письмо с признанием в любви, рассуждает о верности и долге) и глубокое различие образов. Причина верности Катерины Ивановны Дмитрию — не любовь, не самопожертвование, а самолюбие и желание отомстить, подчинить себе недостойного жениха.

## Прототип
При создании образа Катерины Ивановны писатель использовал черты своей бывшей возлюбленной Аполлинарии Прокофьевны Сусловой. Такое мнение высказывал, в частности, литературовед и биограф Сусловой, А. С. Долинин. Слова Ивана Карамазова, обращённые к Катерине Ивановне: «Вы слишком сознательно меня мучили, чтоб я вам в эту минуту мог простить» перекликаются со словами Достоевского об Аполлинарии из письма её сестре Надежде Сусловой: «Ведь она знает, что я люблю её до сих пор. Зачем же она меня мучает?»